# Bol van Ulbricht

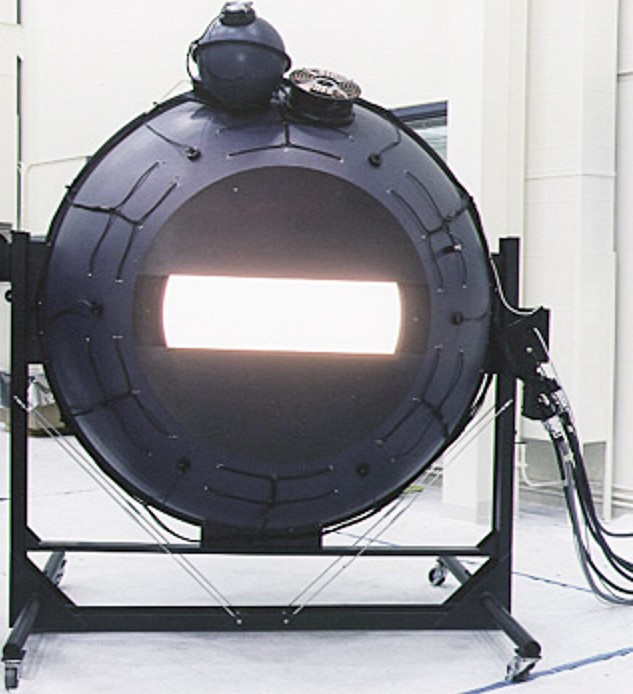
Grote bol van Ulbricht bij de NASA

Een Bol van Ulbricht is een holle bol, binnenin bekleed met een diffuus weerkaatsende (witte) laag en met twee openingen en een scherm. De bol wordt gebruikt in de technische optica om metingen te verrichten. De bol is benoemd naar de ingenieur Richard Ulbricht (1849 - 1923).
De twee openingen in de bol bevinden zich tegenover elkaar met een scherm ertussen, zodat geen licht van de ene opening rechtstreeks naar de andere opening kan gaan. Alle licht moet dus minstens één keer tegen de binnenwand weerkaatsen. De binnenwand is uitgevoerd om zo goed mogelijk diffuus te weerkaatsen. Dikwijls is dit met een coating van bariumsulfaat of met uitvoering in de keramische materialen macor of spectralon. Voor toepassing in het infrarood wordt de binnenkant eerst gezandstraald en dan met goud gecoat.
De bol van Ulbricht dient om uit gerichte straling diffuse straling te maken. Hij doet dit veel beter dan een mat glas of een ruw oppervlak. De straling die uit de bol komt voldoet veel beter aan de Wet van Lambert. De bol dient ook om sterk divergerende straling ruimtelijk te integreren, vandaar de Engelse benaming integrating sphere. Om bijvoorbeeld het vermogen van lichtbronnen in het bijzonder van een laser (licht) nauwkeurig te meten is een bol van Ulbricht nuttig. Ook om detectoren van licht te ijken is de bol van Ulbricht nuttig.